# Чулуота (Флорида)
Чулуота (англ. Chuluota, [tʃuːliˈoʊtə]) — переписна місцевість (CDP) в США, в окрузі Семінол штату Флорида. Населення — 2524 особи (2020).

## Географія
Чулуота розташована за координатами 28°37′51″ пн. ш. 81°6′43″ зх. д. / 28.63083° пн. ш. 81.11194° зх. д. (28.630796, -81.111991).  За даними Бюро перепису населення США в 2010 році переписна місцевість мала площу 5,74 км², з яких 4,66 км² — суходіл та 1,08 км² — водойми.

## Демографія
Згідно з переписом 2010 року, у переписній місцевості мешкали 2483 особи в 896 домогосподарствах у складі 665 родин. Густота населення становила 433 особи/км².  Було 961 помешкання (167/км²).
Расовий склад населення:
| - 91,3 % — білих - 2,2 % — азіатів - 1,9 % — чорних або афроамериканців - 0,4 % — корінних американців - 0,2 % — вихідців з тихоокеанських островів - 1,9 % — осіб інших рас |

До двох чи більше рас належало 2,2 %. Частка іспаномовних становила 10,6 % від усіх жителів.
За віковим діапазоном населення розподілялося таким чином: 24,0 % — особи молодші 18 років, 67,3 % — особи у віці 18—64 років, 8,7 % — особи у віці 65 років та старші. Медіана віку мешканця становила 37,1 року. На 100 осіб жіночої статі у переписній місцевості припадало 96,9 чоловіків;  на 100 жінок у віці від 18 років та старших — 94,6 чоловіків також старших 18 років.
Середній дохід на одне домашнє господарство  становив 76 483 долари США (медіана — 55 564), а середній дохід на одну сім'ю — 78 714 долари (медіана — 46 495). За межею бідності перебувало 10,3 % осіб, у тому числі 6,3 % дітей у віці до 18 років та 4,7 % осіб у віці 65 років та старших.
Цивільне працевлаштоване населення становило 1107 осіб. Основні галузі зайнятості: фінанси, страхування та нерухомість — 14,5 %, освіта, охорона здоров'я та соціальна допомога — 11,4 %, мистецтво, розваги та відпочинок — 11,1 %.